# 林肯縣 (蒙大拿州)
林肯縣（英語：Lincoln County）是美國蒙大拿州西北角的一個縣，北鄰加拿大，西鄰愛達荷州。面積9,518平方公里。根據美國2000年人口普查，共有人口18,837。縣治利比（Libby）。
成立於1909年3月9日。縣名可能紀念第十六任總統亞伯拉罕·林肯。